# Sam Nicholson
Sam Nicholson (Edimburgo, 20 gennaio 1995) è un calciatore scozzese, centrocampista del Motherwell.

## Caratteristiche tecniche
Esterno sinistro, può giocare come ala sinistra o in alternativa come esterno sulla fascia destra.

## Palmarès

### Club

#### Competizioni nazionali
- Scottish Championship: 1

Hearts: 2014-2015